# Skřečoň
Skřečoň (německy Skretschon, polsky Skrzeczoń) je část města Bohumín ležícího v Moravskoslezském kraji. Žije zde přibližně 2 500 obyvatel.

## Název
Původní podoba jména byla Křěsim (v mužském rodě) odvozená od osobního jména Křěsim. Význam jména tudíž byl "Křěsimův majetek". Od 15. století je jméno doloženo s příponou -ov (Křečov) a -oň. Vnitřní -č- a počáteční S- jsou nářečního původu (kr- a skr- se zaměňovaly už ve staročeštině).

## Historie
První písemná zmínka o Skřečoni se nachází v soupisu desátku vratislavského biskupství (lat. Liber fundationis episcopatus Vratislaviensis) z roku 1305 (první zmínka o její osadě Červiň až roku 1447, osada Nová Ves pak vznikla roku 1749). V roce 1675 došlo ke sňatku majitelky německolutyňského panství, kterého byla Skřečoň součástí, Alžběty Maxmiliany Heleny z Drahotuš s příslušníkem irského šlechtického rodu mylordem Františkem Taaffem z Carlingfordu, jemuž německolutyňské panství po úmrtí Alžběty Maxmiliany Heleny v roce 1700 připadlo. V roce 1792 hrabě Rudolf Taaffe prodal svůj majetek ve Slezsku, tedy i Skřečoň, hraběti Janu Larisch-Mönnichovi.
První školu ve Skřečoni zřídila roku 1850 farnost Německá Lutyně, zpočátku se vyučovalo česky, později polsky. Samostatnou obcí se Skřečoň stala k roku 1864 na základě schválení Slezským zemským sněmem v Opavě. V roce 1899 byla postavena budova německé školy, ale pro malý prostor byla již roku 1910 postavena na ulici 1. máje nová německá škola (dnes ZŠ Skřečoň) a původní budova připadla škole polské (po komplexní přestavbě je dnes z budovy bývalé polské školy obytný dům). Současně vznikl polský hasičský sbor a také spolek pro výstavbu kostela. O dva roky později byl zaveden vodovod, roku 1904 vznikl hřbitov a v roce 1905 byla postavena hřbitovní kaple. V roce 1910 také vznikl polský Sokol, český až v roce 1921. Výstavba kostela Panny Marie Sedmibolestné byla zahájena v roce 1912 a jeho stavba byla dokončena o dvanáct let později. V roce 1913 byl postaven tzv. Obecní dům – obdoba radnice, spolu s dalším domem zvaným učitelský. V tomto roce také zahájila provoz úzkorozchodná tramvaj z dnešního Nového Bohumína do Dolní Lutyně, která se tehdy nazývala Německá Lutyně, o rok později byl ve Skřečoni zřízen poštovní úřad.
Po první světové válce následovalo několikaleté období nejistoty, komu připadne po rozpadu Rakouska-Uherska Těšínsko a s ním tedy i Skřečoň. Až v roce 1920 bylo rozhodnuto, že Skřečoň připadne Československé republice. Do budovy německé školy se pak nastěhovala česká obecná škola a také mateřská česká škola. V roce 1926 byly pro nově postavený kostel pořízeny tři zvony: Josef, Hedvika a Petr (zrekvírovany Němci za druhé světové války a nejspíše zničeny), dále byla zbořena v blízkosti kostela stojící kaple Panny Marie Bolestné, která byla postavena již asi v 18. století, a vznikla česká knihovna. O tři roky později vznikl český hasičský sbor. Roku 1930 Skřečoní projel při své návštěvě Těšínska prezident T. G. Masaryk a byla zde postavena hasičská zbrojnice.
Na základě Mnichovského diktátu část Těšínska včetně Skřečoně připadla Polsku, ovšem v roce 1939 se po napadení Polska Německem Skřečoň stala součástí Německé říše a byla přičleněna k provincii Slezsko, posléze Horní Slezsko (Ostoberschlesien). V roce 1939 měla obec 2964 obyvatel, přičemž 1527 z nich se přihlásilo ke slezské národnosti, 495 k české, 474 k německé 451 k polské a 17 k jiné.  Za války v obci fungovala pouze německá škola. Po roce 1939 spadala většina Němců do kategorie I a II tzv. Deutsche Volksliste a většina Šlonzáků do kategorie III. Většiny obyvatel Skřečoně se tak týkala branná povinnost do Wehrmachtu či členství v nacistických mládežnických, stranických a jiných složkách. Po roce 1945 byli zdejší Němci z většiny vysídleni, avšak většiny Šlonzáků (kteří byli k zápisu do DVL častokrát nuceni) se odsun netýkal.
Po osvobození Rudou armádou roku 1945 se Skřečoň stala opět součásti Československa, při osvobozovacích bojích byl ale zničen dvůr Červiň. Roku 1947 zde vznikl PZKO. Následovalo připojení k Bohumínu roku 1949. V roce 1954 se vesnice opět osamostatnila, ale v roce 1974 byla definitivně připojena k Bohumínu.
V roce 1958 byla dokončena přestavba a nástavba hasičské zbrojnice, dále se Polsko mezinárodní smlouvou s Československou republikou vzdalo nároků na Těšínsko a tím pádem i na Skřečoň. Základní škola byla v roce 1965 rozšířena na úplnou základní školu s devíti třídami. Naopak roku 1969 byla pro nedostatek žáků zrušena základní škola s polským vyučovacím jazykem. Předtím, v roce 1967 vichřice zničila více než 600 let starý jilm, který stál poblíž kostela, kmen byl převezen do skanzenu v Rožnově pod Radhoštěm, kde pak shnil. Roku byl 1973 zrušen provoz úzkokolejné tramvaje ve Skřečoni a byla dostavěna samoobsluha na ulici 1. máje. O dva roky později byla dokončena nová budova základní školy. Kaple Nanebevzetí Panny Marie v Nové Vsi asi z 18. století v roce 2002 částečně spadla a byla proto zbořena, na jejím místě byla o dva roky později vystavěna boží muka. Ve vlastní Skřečoni došlo roku 2011 k opravě kostelní věže.

## Místopis

### Vodní toky
Část hranice katastru Skřečoně je tvořena v osadě Červiň řekou Olše, která zároveň v tomto úseku tvoří i státní hranici mezi Českou republikou a Polskem.
Severní části katastru protéká největší potok Lutyňka, teče přes osadu Nová Ves a Červiň, kde ústí do Olše. Do Lutyňky vtéká několik menších potoků odvodňujících Skřečoň, z nichž většina je bezejmenná. Jedním z nich je ale Skřečoňský potok, jenž je tvořen několika menšími toky a vzniká na JV vyvýšené části katastru Skřečoně. V horní části toku je vytvořena hráz, zachycující větší přívaly vod, poněvadž se často rozvodňuje, ve střední části toku je zatrubněn a do Lutyňky vtéká u osady Nová Ves. Poté jde o Flakuvku, malý potok, vznikající na katastru městské části Záblatí, z většiny zatrubněný, Skřečoní teče přibližné z jihu na sever. Do Lutyňky opět vtéká v osadě Nová Ves.

### Osady
Se Skřečoní jsou spojeny dvě osady:
- Červiň – Poprvé vzpomínaná k roku 1447, název dostala pravděpodobně podle malého potoka, který jí protéká a má načervenalou barvu z důvodu vysokého obsahu železa, které na vzduchu oxiduje a propůjčuje vodě charakteristickou barvu. Osada se časem vylidnila a v 19. století byl v místě již jen dvůr, který přijal jméno osady a vodní mlýn. Tyto stavby byly zničeny v roce 1945 při osvobozování a nebyly již obnoveny. Po druhé světové válce byla v blízkosti rozvalin postavená čerpací stanice vody z Olše pro železárny v Bohumíně. Aby byla zajištěná plynulost dodávek vody, jsou u čerpací stanice i domy s byty pro obsluhu zařízení.
- Nová Ves – Dle ústní tradice byla osada založena roku 1749 manželkou mylorda Niklase Taaffe (asi 1685–1769), hraběte z Karlingfortu, jako překvapení pro něj. Tento původem Ir byl tehdy vlastníkem německolutyňského panství, kterého byla Skřečoň součástí, a na jeho počest byla pojmenována jako Niklasdorf. Později byl název změněn na Neudorf, z čehož vznikla překladem Nová Ves.

## Památky
Ve Skřečoni se nachází katolický filiální kostel Panny Marie Bolestné, jeho základní kámen byl položen v květnu 1912. Stavba začala roku 1913, ale byla později zastavena kvůli propuknutí první světové války. Po první světové válce vratislavský biskup Adolf kardinál Bertram daroval 250 000 Kčs na stavbu kostela.

## Doprava
Přes katastr Skřečoně, resp. přes osadu Nová Ves vede dálnice D1 do Polska. Katastrem je vedena železnice 320 Bohumín-Čadca. V koncepci dopravního rozvoje Moravskoslezského kraje byla uvažována možnost zřízení zastávky. Skřečoní vede dále silnice I/67 (1. máje) a silnice II/471 (Rychvaldská) do Rychvaldu.
Spojení Skřečoně s centrem města a okolními obcemi je zajišťováno příměstskou autobusovou dopravou integrovanou v systému ODIS, v roce 2015 jí procházejí linky 559, 560 a 565.

## Společenský život
Ve Skřečoni byla založena nyní již rozpadlá pop-rocková skupina Interwal, která se lokálně proslavila písní Tělo bez duše a ve spolupráci s místní kabelovkou T.I.K. (Televizní informační kanál) natočila k této skladbě klip. Byla to mladá skupina, jejíž členové tehdy vesměs navštěvovali 3. stupeň, ale domácí vystoupení byla hojně navštěvovaná (převážně dívkami stejné věkové skupiny).
Působí zde také místní sdružení hasičů, jenž každoročně pořádají množství akci a starají se také o mládež.

## Sport
Ve Skřečoni působil od roku 1932 fotbalový klub Sokol Skřečoň, který byl ale v roce 2006 sloučen do klubu FK Bohumín.

## Osobnosti
Významným skřečoňským rodákem je Siegfried Trotnow (1941–2004), gynekolog specializující se na reprodukční medicínu a spoluzakladatel metody oplodnění in vitro (IVF) a „otec“ prvního takto narozeného dítěte v Německu.
Dalším významným rodákem je herec Patrik Děrgel.

## Firmy
- Rockwool a. s. – co do plochy a počtu zaměstnanců největší firma v katastru Skřečoně
- JSB Match Diabolo a. s.
- Dřevo Trust a. s.
- Minipivovar Skřečoňský žabák